# 4ジゲン
『4ジゲン』（よジゲン）は、にざかなによる日本の漫画作品。ギャグ漫画である。にざが原作、かなが作画を担当している。
2002年にコンビを解消したにざかなが、2005年にコンビを再結成し、発表された作品。
『LaLa』（白泉社）、『LaLa DX』（同）ともに2005年7月号から掲載。掲載されない時期を経て、3年3か月振りに『LaLa』2013年1月号より連載を再開。この時点では3か月の連載の予定であったが、2021年9月号まで不定期で連載された。
「青葉高等学校定時制」を舞台に、そこに集ういわくありげな生徒たちとクセのある教師、そしてなぜかその高校に入り浸っている宇宙人の日常をコミカルに、時にシュールにオムニバス形式で描く。

## 登場人物
シリーズ別のサブタイトルについては、○○の部分に適当な言葉が入る。
藤嶋隼人（ふじしま はやと）
17歳。小さい頃からトラブルメーカーと言われ、入学した高校を3日で退学になり、青葉高校定時制に編入する。実家を離れ、一人暮らしをしており、学業とアルバイトを両立させながら自活している。他人をトラブルに巻き込みたくないためか、クラスメイトとほとんど交流を持たないが、律子とはよく会話する。里美からの恋心には全く気付いていない。当作品中最もまともな人。主に他のキャラクターの異常な行動に対して、当惑する（時にツッコむ）役。比較的勉強はできる方らしく、柏木や桐嶋等の教師が出した一見意味不明な問題を解いていることが多い。
柏木一文（かしわぎ かずふみ）
29歳。藤嶋隼人たちのクラス担任。様々な科目の教員免許を持つ教師で、英語、日本史、国語、化学を教えている。少女漫画を題材に授業をする（ページ数が表記されていない場合が多いため、生徒たちは大混乱した）。教育熱心な教師のようではあるが、その熱心さはずれた方向に発揮され、その都度生徒たちを困惑あるいは絶望させている。
桐島昌人（きりしま まさと）
30歳。担当教科は数学。眼鏡をかけたハンサムな青年。頭の中は数学的な事柄でいっぱいである。そのため、一部の女生徒から好意を寄せられているが、トンチンカンな対応をする。不祥事を起こした生徒に対しては独特の罰を与えるが、その内容は精神的にこたえるものばかりである。
坂上遼一（さかがみ りょういち）
17歳。人生について思い悩んでいる少年。悩むたびに、柏木たちから妙な理屈で勇気付けられる。
明智律子（あけち りつこ）
「○○ of 委員長」に登場。18歳。眼鏡女子かつ、クラス委員長。普段はボランティア活動に従事している。趣味は茶道。人に話しかけようとしたり、返事をしようとしたりするとき、色々と考え過ぎて、結果としてトンチンカンなことや一般的には別の意味で解釈される内容の発言をし、聞き手を混乱させる。好きなスポーツはテニス。素顔は意外と美少女 (?)。
一ノ瀬あやめ（いちのせ あやめ）
「大人の時間」に登場。27歳。水商売風の女性。行動は非常に子供っぽい。駄菓子に異常にこだわり、駄菓子を口にふくんでは物思いにふけっていることが多い。
相原正（あいはら ただし）
「大人の時間」に登場。36歳。常に背広を着た男性。あやめを慕い、すぐそばで彼女を見守っている。
若林健造（わかばやし けんぞう）
「○○してみる」に登場。52歳。青葉高校定時制校長。学校を象徴するもの、あるいは生徒たちが学校生活を円滑に行うためのアイディアを色々と考案するが、そのどれもが生徒の気持ちを逆撫でするものばかりで、生徒からは蛇蝎の如く嫌われている。
徳次郎（とくじろう）
「死にかけさん」に登場。瀕死の老人。常に医師と看護師が傍に付いており、死にそうになると2人によって蘇生される。
三ツ谷里美（みつや さとみ）
「恋をする人」に登場。17歳。転入してきた隼人に一目惚れし、色々とアピールしている（つもり）。体格の寸法や血液型などを知るために、夜道で明らかに不審な格好で隼人を襲い、撃退される事もしばしばあり、隼人からは暴漢あるいは異常な思考の持ち主と思われている。
海堂達也（かいどう たつや）
「○○する（される）男」に登場。32歳。ヤクザ風の男。かつては暴力団構成員であったが、今は足を洗い、恋人の勧めで堅気になるべく定時制高校に通っている。かつての仲間から命を狙われ、平穏ならぬ日々を送っている。学校生活でも受難が多く、苛立つことが多い。
野宮伸（のみや しん）
「○○スケッチ」に登場。16歳。常にスケッチブックを抱えている美少年。妻と別れて男手ひとつで娘を育てている肉体労働者風の男性の身の上話を聞きながら、話に関連する絵を描くが、内容は男性を傷つけるようなものが多い。
感受性が強く、人の話を聞いて、自分も痛みも共有したり、トンチンカンなことを連想したりする。
宇宙人
「○○させてよ」に登場。18歳。隼人にくっついて、青葉高校定時制にやって来た。隼人と同じクラスによく出没するが、その存在を怪しまれることはない。地球侵略のために必要な情報を収集している。
石田恵（いしだ めぐみ）
「○○させてよ」に登場。19歳。オシャレな美少女。宇宙人に、地球に関するでたらめを真顔で吹き込む。
安住剛志（あずみ たけし）
「写真部」に登場。21歳。写真部部長。透子とともに校内を徘徊して、卒業アルバム用の写真を撮っている。彼が撮る写真は見る者を不安にさせる。
菊池透子（きくち とうこ）
「写真部」に登場。19歳。写真部部員。安住の撮影する写真にときどき疑問を抱く。
城内千紗子（じょううち ちさこ）
「教師と少女」に登場。26歳。子連れで学校に通う母親。娘とのやりとりを見た柏木に、よく恐ろしい事を言われる。
城内つぐみ（じょううち つぐみ）
「教師と少女」に登場。7歳。千紗子の娘。柏木に遊んでもらうこともあるが、やはり恐ろしい事を言われる。
羽鳥郁美（はとり いくみ）
「大袈裟くん」に登場。16歳。やたらと大袈裟な表現をしては、周囲の人々を変な気持ちにさせる少年。
罵倒教師
「罵倒教師」に登場。外見は体育会系。抜きうちで検査をおこない、生徒たちを罵倒する。
佐藤一也（さとう かずや）
「ルーキーの一日」に登場。23歳の新人教師。片平に答えに困る質問をされ、自信をなくす。
片平麗美（かたひら うるみ）
「ルーキーの一日」に登場。17歳。佐藤に対し答えに困る質問をする生徒。
櫻井恵美（さくらい えみ）
「ネガティブ○○」に登場。16歳。無表情でダークな雰囲気の少女。ぼそりとネガティブな発言をする。
竹富みつ（たけとみ みつ）
「ばーちゃんと○○」に登場。78歳。孫の貴史にメールを送ろうとするが、携帯電話に不慣れな為おかしな文章になる。
竹富貴史（たけとみ たかし）
「ばーちゃんと○○」に登場。8歳。みつの孫。祖母から送られる奇妙な文章のメールに驚かされる。

## 評価
女子マンガ研究家の小田真琴は本作について、パンチが効いており、「ほのぼの系に逃げないLaLaの心意気を感じる」と評価している。

## 書誌情報
- にざかな『4ジゲン』白泉社〈花とゆめコミックススペシャル[注釈 1]〉、全6巻
  1. 2006年9月5日発行（同日発売[5]）、ISBN 978-4-592-18755-4
  2. 2010年4月5日発行（同日発売[6]）、ISBN 978-4-592-18756-1
  3. 2013年5月2日発行（同日発売[1][7]）、ISBN 978-4-592-18757-8
  4. 2015年9月10日発行（9月4日発売[8][9]）、ISBN 978-4-592-19797-3
  5. 2018年3月5日発行（同日発売[10][11]）、ISBN 978-4-592-21740-4
  6. 2021年8月5日発行（同日発売[12]）、ISBN 978-4-592-22823-3